# Ілліна Анастасія Олександрівна
Анастасія Олександрівна Ілліна (нар. 18 грудня 2001, Чернігів, Україна) — українська футболістка.

## Життєпис
До 13 років Анастасія Ілліна займалася спортивними танцями. 
Першими футбольними тренерами були Богдан та Тетяна Джумани. На обласних змаганнях дівчину помітила Наталія Ігнатович і запросила до «Спартака».
Настя Ілліна була капітаном збірної України до 17 років.
У 2021 році Ілліна доєдналася до новостворенної команди «Шахтар» (Донецьк) та розпочала виступи у першій лізі чемпіонату України. «Шахтар» впевненно посідав перше місце в турнирній таблиці, але в результаті сезон не було дограно через російське вторгнення. 
Фізичну форму влітку 2022 року Ілліна підтримувала у складі болгарського клубу «Локомотив» зі Старої Загори, а пізніше підписала контракт з «Таваньякко», що виступав в італійській серії Б. 
У 2024 році Анастасія Ілліна доєдналася до одеської команди «Сістерс».